# Pedra Negra

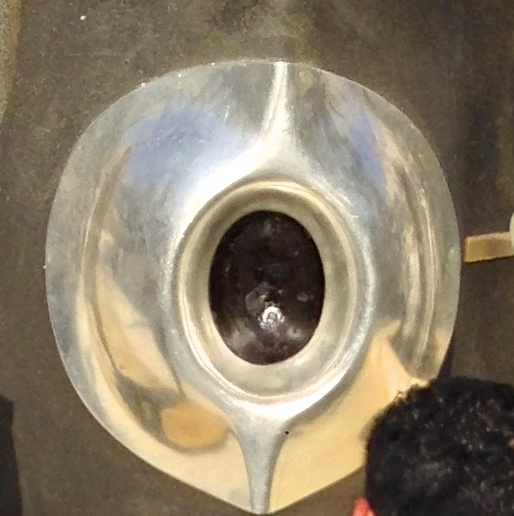
A Pedra Negra como ela é vista através de um portal na Caaba

Pedra Negra (em árabe: ٱلْحَجَرُ ٱلْأَسْوَد, al-Ḥajaru al-Aswad, 'Pedra Negra') é uma rocha situada no canto leste da Caaba, o antigo edifício no centro da Grande Mesquita em Meca, Arábia Saudita. É venerado pelos muçulmanos como uma relíquia islâmica que, de acordo com a tradição muçulmana, remonta à época de Adão e Eva.
A pedra era venerada na Caaba nos tempos pagãos pré-islâmicos. De acordo com a tradição islâmica, foi colocada intacta na parede da Caaba pelo profeta islâmico Maomé no ano 605, cinco anos antes de sua primeira revelação. Desde então, ela foi quebrada em fragmentos e agora está cimentada em uma moldura de prata na lateral da Caaba. Sua aparência física é a de uma rocha escura fragmentada, polida pelas mãos dos peregrinos. A tradição islâmica afirma que ela caiu do céu como um guia para Adão e Eva construírem um altar. Muitas vezes é descrita como um meteorito.
Os peregrinos muçulmanos circulam a Caaba como parte do ritual tawaf durante o haje e muitos tentam parar para beijar a Pedra Negra, imitando o beijo que a tradição islâmica registra que ela recebeu de Maomé. No entanto, os muçulmanos não adoram a Pedra Negra em si.

## Descrição física

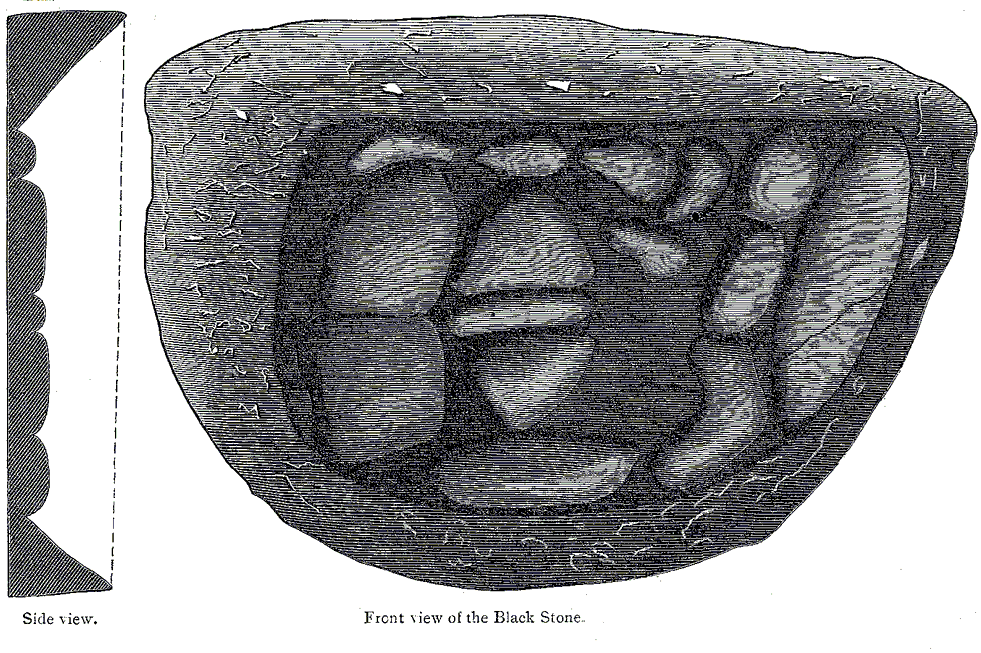
A fragmentada Pedra Negra tal como ela aparecia na década de 1850, ilustrações frontais e laterais

A Pedra Negra era originalmente um único pedaço de rocha, mas hoje consiste em várias peças que foram cimentadas juntas. Os fragmentos são cercados por uma moldura de prata que é fixada por pregos de prata na parede externa da Caaba. Os próprios fragmentos são feitos de pedaços menores que foram combinados para formar os sete ou oito fragmentos visíveis hoje. A face exposta da Pedra Negra mede cerca de 20 cm por 17 cm. Seu tamanho original não é claro e as dimensões registradas mudaram consideravelmente ao longo do tempo, pois as peças foram reorganizadas em sua matriz de cimento em várias ocasiões. No século X, um observador descreveu a Pedra Negra como tendo a medida de um côvado (ou 46 cm). No início do século XVII, foi registrada como medindo 140 por 122 cm. De acordo com Ali Bei no século XVIII, foi descrita como tendo uma altura de 110 cm, enquanto Maomé Ali relatou que tinha 76 cm por 46 cm de largura.
A Pedra Negra está anexada ao canto leste da Caaba, conhecido como al-Rukn al-Aswad (literalmente o 'Canto da Pedra Negra'). Outra pedra, conhecida como Hajar as-Sa'adah ('Pedra da Felicidade'), está colocada no canto oposto da Caaba, al-Rukn al-Yamani (o 'Canto Iemenita'), a uma altura um pouco mais baixa do que a Pedra Negra. A escolha do canto leste pode ter significado ritual; ele enfrenta o vento leste que traz chuva (al-qabul) e a direção de onde a estrela Canopus nasce.
A moldura de prata em torno da Pedra Negra e o kiswah ou tecido preto envolvendo a Kaaba foram, durante séculos, mantidos pelos sultões otomanos em seu papel de guardião das Duas Mesquitas Sagradas. As molduras se desgastaram com o tempo devido ao manuseio constante dos peregrinos e eram substituídas periodicamente. Molduras gastas foram levadas de volta a Istambul, onde ainda são mantidas como parte das relíquias sagradas do Palácio de Topkapi.

### Aparência da Pedra Negra
A Pedra Negra foi descrita por viajantes europeus na Arábia no século XIX e no início do XX, que visitaram a Caaba disfarçados de peregrinos. O viajante suíço Johann Ludwig Burckhardt visitou Meca em 1814 e forneceu uma descrição detalhada em seu livro de 1829, Viagens na Arábia :

É uma forma oval irregular, com cerca de 18 cm de diâmetro, superfície ondulada, composta por cerca de uma dezena de pedras menores, de tamanhos e formatos diversos, bem unidas com uma pequena quantidade de cimento e perfeitamente bem alisadas; parece que o todo foi quebrado em tantos pedaços por um golpe violento e depois unido novamente. É muito difícil determinar com precisão a qualidade dessa pedra que foi usada até sua superfície atual pelos milhões de toques e beijos que recebeu. Pareceu-me uma lava, contendo várias pequenas partículas estranhas de uma substância esbranquiçada e de uma substância amarela. Sua cor é agora um marrom avermelhado profundo se aproximando do preto. É cercada por todos os lados por uma borda composta de uma substância que considerei ser um cimento próximo de piche e cascalho de um marrom semelhante, mas não exatamente o mesmo. Essa borda serve para apoiar suas peças destacadas; tem cinco ou sete centímetros de largura e se eleva um pouco acima da superfície da pedra. Tanto a borda quanto a própria pedra são circundadas por uma faixa prateada, mais larga abaixo do que acima e nos dois lados, com uma inchação considerável abaixo, como se uma parte da pedra estivesse escondida sob ela. A parte inferior da borda é cravejada de pregos de prata.
Visitando a Kaaba em 1853, Richard Francis Burton observou que:

A cor me parecia preta e metálica, e o centro da pedra estava afundado cerca de cinco centímetros abaixo do círculo metálico. Ao redor dos lados havia um cimento marrom-avermelhado, quase nivelado com o metal, e descia até o meio da pedra. A moldura agora é um arco maciço de ouro ou prata dourada. A abertura na qual a pedra está tem um palmo e três dedos de largura.
Ritter von Laurin, o cônsul-geral austríaco no Egito, foi capaz de inspecionar um fragmento da Pedra removida por Maomé Ali em 1817 e relatou que ela tinha um exterior totalmente escuro e um interior cinza prateado de granulação fina em que minúsculos cubos de um material verde-garrafa foram embutidos. Há relatos de algumas manchas brancas ou amarelas na face da Pedra e ela é oficialmente descrita como sendo branca com exceção da face.

## História e tradição

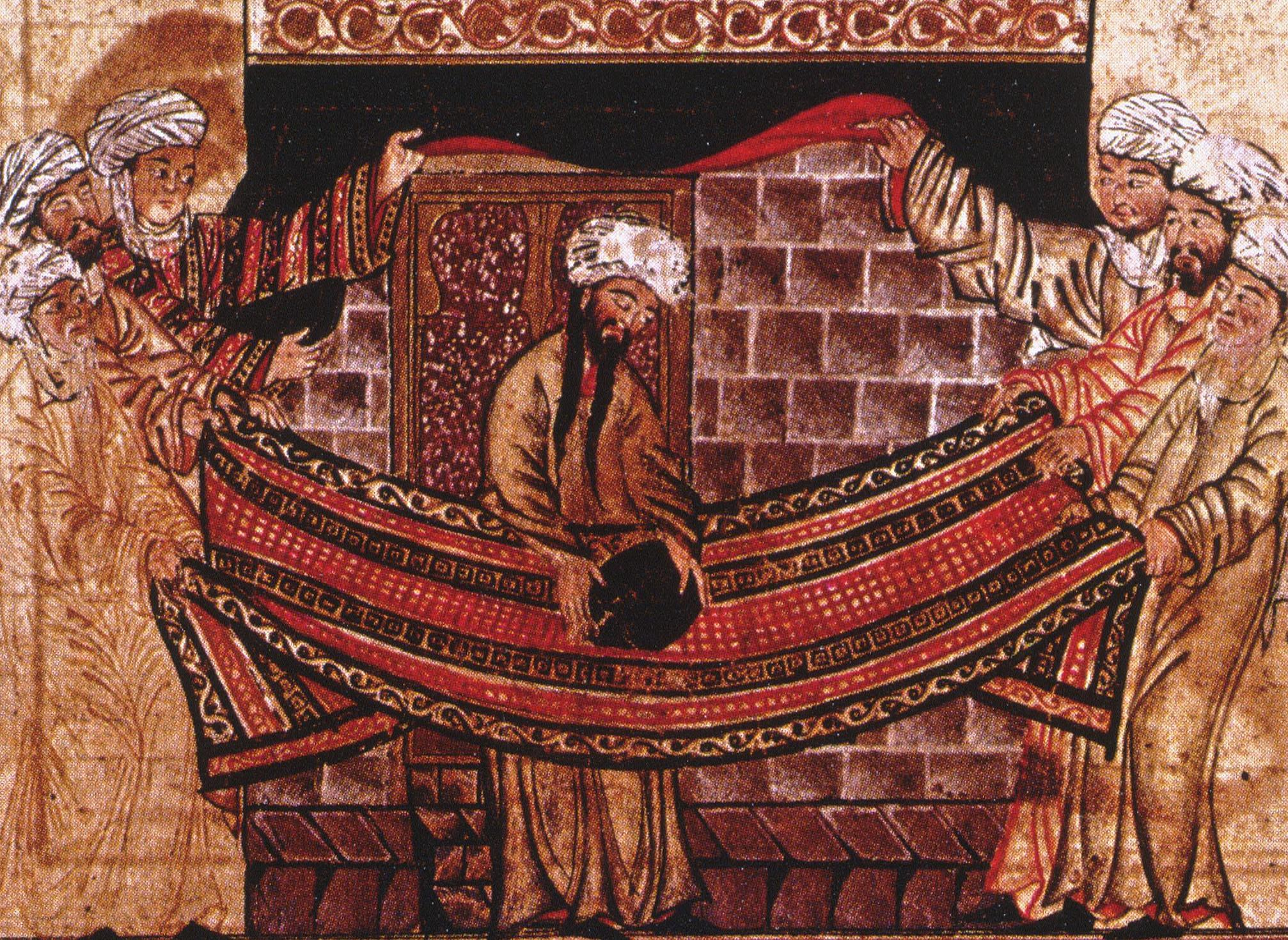
Uma ilustração de 1315 do Jami al-Tawarikh, inspirada na por Sira na história de Maomé e os anciãos do clã de Meca levantando a Pedra Negra em seu devido lugar.

A Pedra Negra era reverenciada muito antes da pregação do Islã por Maomé. Há muito tempo ela é associado à Caaba, que foi construída no período pré-islâmico e era um local de peregrinação dos nabateus que visitavam o santuário uma vez por ano para realizar sua peregrinação. A Caaba tinha 360 ídolos dos deuses de Meca. As culturas semíticas do Oriente Médio tinham uma tradição de usar pedras incomuns para marcar locais de culto, um fenômeno que se reflete na Bíblia Hebraica, bem como no Alcorão, embora se curvar ou beijar esses objetos sagrados é repetidamente descrito no Tanakh como idolatria e foi objeto de repreensão profética. A teoria da origem do meteorito da Pedra Negra foi comparada por alguns escritores ao meteorito que foi colocado e adorado no templo grego de Ártemis.
A Caaba foi associada a ritos de fertilidade da Arábia. Alguns escritores comentam sobre a aparente semelhança da Pedra Negra e sua estrutura com a genitália feminina externa. No entanto, uma moldura de prata foi colocada na Pedra Negra para proteger os fragmentos, depois que a pedra original foi quebrada.
Uma "pedra vermelha" foi associada à divindade da cidade de Ghaiman, no sul da Arábia e havia uma "pedra branca" na Caaba de al-Abalat (perto da cidade de Tabala, ao sul de Meca). A adoração naquele período era frequentemente associada à reverência de pedra, montanhas, formações rochosas especiais ou árvores distintas. A Caaba marcava o local onde o mundo sagrado se cruzava com o profano e a Pedra Negra embutida era mais um símbolo disso, como um tipo de elo entre o céu e a terra. Aziz Al-Azmeh afirma que o termo "Al-Rahman", também usado para uma divindade, era usado para deuses astrais em Meca e pode ter sido associado à Pedra Negra. Acredita-se que a pedra também esteja associada a Alilat. Diz-se que Maomé chamou a pedra de "a mão direita de al-Rahman".

### Maomé
De acordo com a crença islâmica, Maomé é creditado por ter colocado a Pedra Negra no local atual na parede da Caaba. Uma história encontrada na Sira de Ibn Ishaq conta como os clãs de Meca renovaram a Caaba após um grande incêndio que destruiu parcialmente a estrutura. A Pedra Negra foi temporariamente removida para facilitar o trabalho de reconstrução. Os clãs não chegaram a um acordo sobre qual deles teria a honra de colocar a Pedra Negra de volta em seu lugar.
Eles decidiram esperar o próximo homem passar pelo portão e pedir-lhe que tomasse uma decisão. Essa pessoa foi Maomé, de 35 anos, cinco anos antes de sua missão profética. Ele pediu aos anciões dos clãs que trouxessem um pano e colocassem a Pedra Negra no centro. Cada um dos líderes do clã segurou as pontas do pano e carregou a Pedra Negra para o local certo. Então, Maomé colocou a pedra no lugar, satisfazendo a honra de todos os clãs. Depois de sua conquista de Meca em 630, Maomé teria contornado a Caaba sete vezes em seu camelo, tocando a Pedra Negra com sua bengala em um gesto de reverência.

### Profanações
A Pedra sofreu profanações e danos repetidos ao longo do tempo. Diz-se que foi atingida e despedaçada por uma pedra disparada de uma catapulta durante o cerco a Meca pelo Califado Omíada em 683. Os fragmentos foram reunidos por Abedalá ibne Zobair usando um ligamento de prata. Em janeiro de 930, foi roubada pelos carmatas, que carregaram a Pedra Negra para sua base em Hajar (na moderna Arábia Oriental). De acordo com o historiador otomano Qutb al-Din, que escreveu em 1857, o líder carmatiano Abu Tair Aljanabi armou a Pedra Negra em sua própria mesquita, a Masjid al-Dirar, com a intenção de redirecionar o haje para longe de Meca. Isso fracassou, pois os peregrinos continuaram a venerar o local onde a Pedra Negra estivera.
Segundo o historiador al-Juwayni, a Pedra foi devolvida 23 anos depois, em 952. Os carmatas mantiveram a Pedra Negra como resgate e forçaram os abássidas a pagar uma grande soma por sua devolução. Foi embrulhada em um saco e jogada na Mesquita de sexta-feira de Cufa, acompanhado por uma nota dizendo "Por ordem nós a pegamos e por ordem nós a trouxemos de volta." Seu sequestro e remoção causaram mais danos, quebrando a pedra em sete pedaços. Diz-se que seu sequestrador, Abu Tahir, teve um destino terrível; de acordo com Qutb al-Din, "o imundo Abu Tahir foi atingido por uma ferida gangrenosa, sua carne foi consumida por vermes e ele morreu de uma morte terrível". Para proteger a pedra quebrada, os guardiões da Caaba contrataram dois ourives de Meca para construir uma moldura de prata para cercá-la e ela tem sido fechada em uma moldura semelhante desde então.
No século XI, um homem supostamente enviado pelo califa fatímida Aláqueme Biamir Alá tentou esmagar a Pedra Negra, mas foi morto no local, sendo que conseguiu causar apenas pequenos danos na rocha. Em 1674, de acordo com Johann Ludwig Burckhardt, alguém supostamente manchou a Pedra Negra com excrementos para que "todos os que a beijassem saíssem com a barba manchada". De acordo com a crença sunita arcaica pela acusação de um menino, um persa de uma fé desconhecida foi o suspeito pelo sacrilégio, quando então os sunitas de Meca "transformaram a circunstância em seu próprio benefício", atacando e espancando persas aleatórios e proibindo-os de fazer o haje até a proibição ser revogada por ordem de Maomé Ali. O explorador Sir Richard Francis Burton apontou sobre a alegada "ação de excremento" que "quase não é necessário dizer que um xiita, assim como um sunita, olharia para tal ação com intenso horror" e que o real o culpado era "algum judeu ou cristão que arriscou a vida para satisfazer um fanatismo furioso".

## Papel ritual

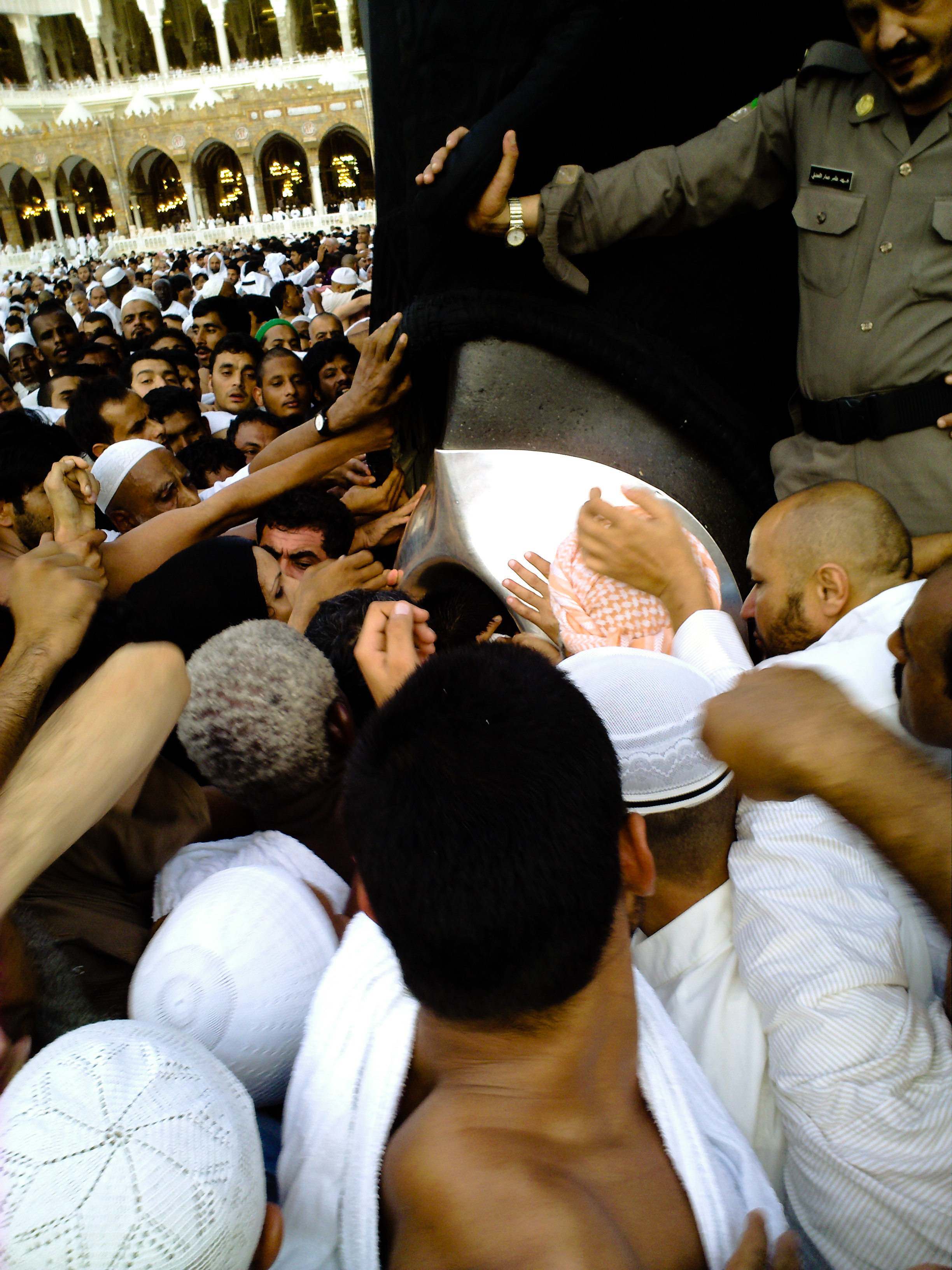
Os peregrinos lutam por uma chance de beijar a Pedra Negra; se não conseguirem beijá-lo, podem apontar para ela em cada circuito com a mão direita

A Pedra Negra desempenha um papel central no ritual de istilam, quando os peregrinos beijam a Pedra Negra, tocam-na com as mãos ou levantam as mãos em sua direção enquanto repetem o takbir, "Deus é o Maior". Eles fazem isso caminhando sete vezes ao redor da Caaba no sentido anti-horário (tawaf), imitando as ações de Maomé. Ao final de cada circuito, eles realizam istilam e podem se aproximar da Pedra Negra para beijá-la no final do tawaf. Nos tempos modernos, grandes multidões tornam praticamente impossível que todos beijem a Pedra, então atualmente é aceitável apontar na direção dela em cada um dos sete circuitos ao redor da Caaba. Alguns até dizem que a Pedra é melhor considerada simplesmente como um marcador, útil para manter a contagem das circunvoluções rituais que alguém realizou.
Na obra Dawn in Madinah: A Pilgrim's Progress, Muzaffar Iqbal descreveu sua experiência de venerar a Pedra Negra durante uma peregrinação a Meca:

No final da segunda [circunvolução da Caaba], fui concedido um daqueles momentos extraordinários que às vezes ocorrem em torno da Pedra Negra. Quando me aproximei do canto, a grande multidão foi repentinamente empurrada para trás por um homem forte que acabara de beijar a Pedra Negra. Esse impulso gerou uma corrente para trás, criando uma abertura momentânea ao redor da Pedra Negra quando cheguei a ela; Eu rapidamente aceitei a oportunidade recitando, Bismillahi Allahu akbar wa lillahi-hamd ["Em nome de Deus, Deus é grande, todo louvor a Deus"], coloquei minhas mãos sobre a Pedra Negra e a beijei. Milhares de linhas prateadas cintilaram, a Pedra brilhou e algo se agitou dentro de mim. Alguns segundos se passaram. Então fui empurrado pelo guarda.
A Pedra Negra e o canto oposto da Caaba, al-Rukn al-Yamani, são frequentemente perfumados pelos zeladores da mesquita. Isso pode causar problemas para os peregrinos no estado de ihram ("consagração"), que estão proibidos de usar produtos perfumados e exigirão um kaffara (doação) como penitência se tocarem em algum deles.

## Significado e simbolismo

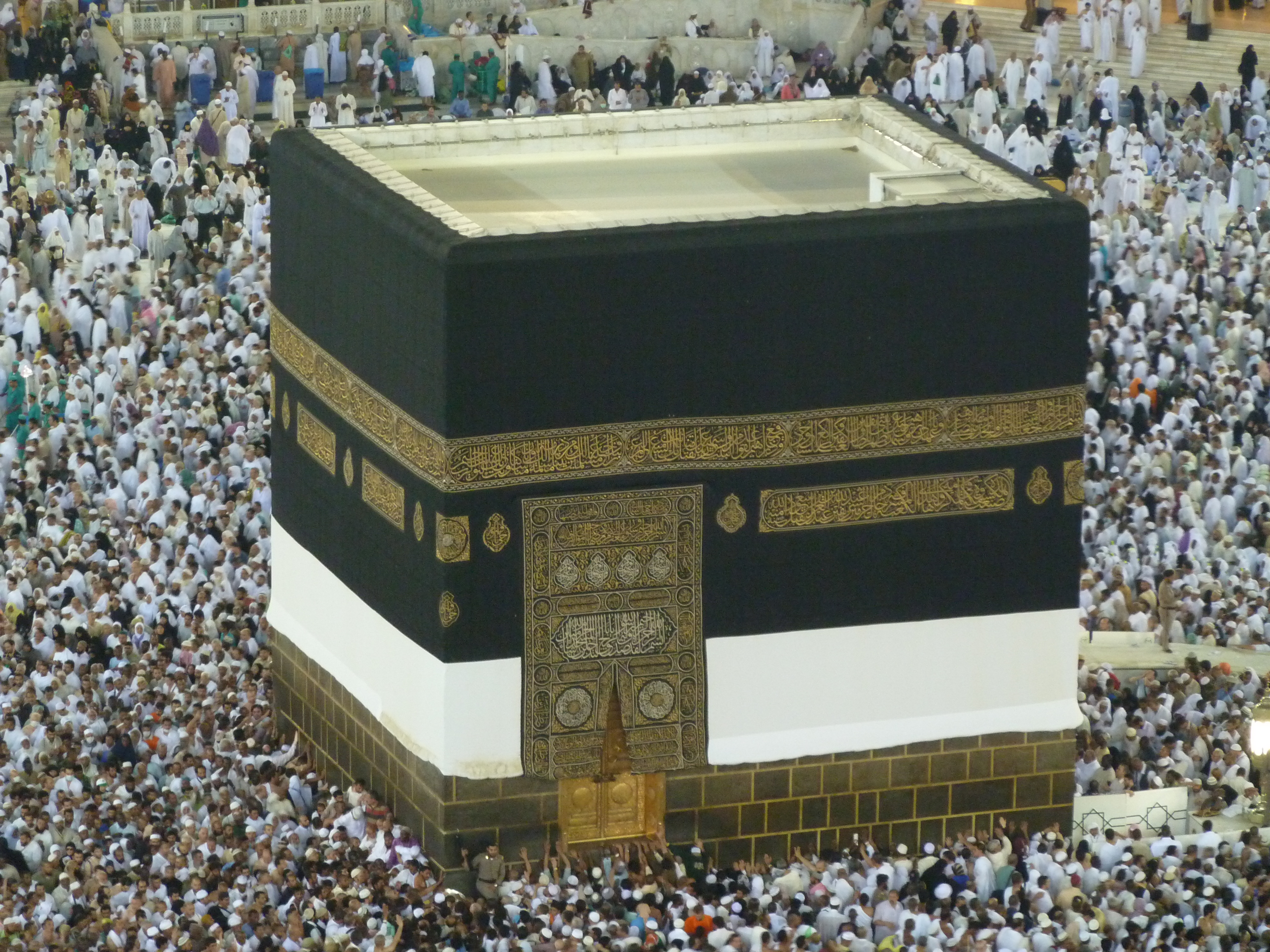
A Caaba em Meca. A Pedra Negra está localizada no canto leste do edifício.

A tradição islâmica afirma que a Pedra Negra caiu de Jannah para mostrar a Adão e Eva onde construir um altar, que se tornou o primeiro templo na Terra. Os muçulmanos acreditam que a pedra era originalmente pura e de um branco deslumbrante, mas desde então ficou preta por causa dos pecados das pessoas que a tocam Sua cor preta é considerada um símbolo da virtude espiritual essencial de desapego e pobreza para Deus (faqr) e a extinção do ego necessária para progredir em direção a Ele (qalb).
De acordo com uma tradição profética, "Tocar os dois (a Pedra Negra e al-Rukn al-Yamani) é uma expiação pelos pecados." Diz-se que o altar de Adão e a pedra foram perdidos durante o Dilúvio de Noé e esquecidos. Foi dito que Ibrahim (Abraão) mais tarde encontrou a Pedra Negra no local original do altar de Adão quando o anjo Jibrail (Gabriel) revelou a ele.
Outra tradição diz que a Pedra Negra era originalmente um anjo colocado por Deus no Jardim do Éden para guardar Adão. O anjo estava ausente quando Adão comeu o fruto proibido e foi punido sendo transformado em uma joia - a Pedra Negra. Deus concedeu-lhe o poder da fala e o colocou no topo de Abu Cubais, uma montanha na região histórica de Coração, antes de mover a montanha para Meca. Quando Ibrahim pegou a Pedra Negra de Abu Cubais para construir a Caaba, a montanha pediu a Ibrahim para interceder junto a Deus para que ela não fosse devolvida à região de Coração e ficasse em Meca.
De acordo com alguns estudiosos, a Pedra Negra era a mesma pedra que a tradição islâmica descreve que Maomé saudou antes de sua missão profética. Isso levou a um debate sobre se a saudação da Pedra Negra compreendia uma fala real ou apenas um som e, em seguida, se a pedra era uma criatura viva ou um objeto inanimado. Qualquer que fosse o caso, a pedra era considerada um símbolo da missão profética.
Um hádice registra que, quando o segundo califa Omar (580-644) veio beijar a pedra, ele disse na frente de todos os reunidos: "Sem dúvida, eu sei que você é uma pedra e não pode ferir ninguém, nem beneficiar ninguém. Se eu não tivesse visto o Mensageiro de Alá [Maomé] beijando você, eu não a teria beijado". Na coleção de hádice Kanz al-Ummal, está registrado que Ali respondeu a Omar, dizendo: "Esta pedra (Hajar Aswad) pode de fato beneficiar e prejudicar. ... Alá diz no Alcorão que ele criou os seres humanos a partir da descendência de Adão e os fez testemunhar sobre si mesmos e perguntou-lhes: 'Eu não sou seu criador?' Com isso, todos confirmaram. Assim, Alá escreveu esta confirmação. E esta pedra tem um par de olhos, orelhas e uma língua e abriu sua boca sob a ordem de Alá, que colocou aquela confirmação nela e ordenou que testemunhasse a todos aqueles adoradores que viessem para o haje".
Muhammad Labib al-Batanuni, escrevendo em 1911, comentou sobre a prática pré-islâmica de venerar pedras (incluindo a Pedra Negra) surgiu não porque tais pedras são "sagradas por si mesmas, mas por causa de sua relação com algo sagrado e respeitado". O estudioso islâmico indiano Muhammad Hamidullah resumiu o significado da Pedra Negra:
O Profeta chamou a (Pedra Negra) de a "mão direita de Deus" (yamin-Allah) e com um propósito. De fato, coloca-se ali a mão para concluir o pacto e Deus obtém ali nosso pacto de fidelidade e submissão. Na terminologia do Alcorão, Deus é o rei e ... em (seu) reino há uma metrópole (Umm al-Qurra) e na metrópole, naturalmente, um palácio (Bait-Allah, ou "casa de Deus"). Se um sujeito quiser testemunhar sua lealdade, ele deve ir ao palácio real e concluir pessoalmente o pacto de fidelidade. A mão direita do Deus invisível deve ser visível simbolicamente. E esse é o al-Hajar al-Aswad, a Pedra Negra na Caaba.
Nos últimos anos, várias visões literalistas da Pedra Negra surgiram. Uma pequena minoria aceita como literalmente verdadeiro um hadith, geralmente considerado alegórico, que afirma que "a Pedra aparecerá no Dia do Juízo (Qiyamah) com olhos para ver e língua para falar e dar provas em favor de todos os que a beijaram com verdadeira devoção, mas falar contra quem se entregou a fofocas ou conversas profanas durante sua circunvolução na Caaba".

## Origens científicas
A natureza da Pedra Negra foi muito debatida. Ela tem sido descrita de várias maneiras como uma pedra basáltica, uma ágata, um pedaço de vidro natural ou - mais popularmente - um meteorito rochoso. Paul Partsch, o curador da coleção imperial de mineirais da Áustria-Hungria, publicou a primeira análise abrangente da Pedra Negra em 1857, na qual ele favorecia uma origem meteorítica. Robert Dietz e John McHone propuseram em 1974 que a Pedra Negra era na verdade uma ágata, a julgar por seus atributos físicos e por um relatório de um geólogo árabe de que a Pedra continha faixas de difusão características claramente discerníveis das ágatas.
Uma pista significativa sobre sua natureza é fornecida por um relato da recuperação da Pedra no ano 951, após ela ter sido roubada 21 anos antes; de acordo com um cronista, a Pedra foi identificada por sua capacidade de flutuar na água. Se esse relato for preciso, isso excluiria a Pedra Negra como ágata, lava basáltica ou meteorito rochoso, embora seja compatível com vidro ou pedra-pomes.
Elsebeth Thomsen, da Universidade de Copenhagen, propôs uma hipótese diferente em 1980. Ela sugeriu que a Pedra Negra pode ser um fragmento de vidro ou impactita do impacto de um meteorito fragmentado que caiu seis mil anos atrás em Wabar, um local no deserto de Rub' al-Khali 1 100 km a leste de Meca. Uma análise científica de 2004 do local de Wabar sugere que o evento de impacto aconteceu muito mais recentemente do que se pensava e pode ter ocorrido nos últimos 200 ou 300 anos.
A hipótese meteorítica é vista pelos geólogos como duvidosa. O Museu de História Natural de Londres sugere que pode ser um pseudometeorito, ou seja, uma rocha terrestre erroneamente atribuída a uma origem meteorítica.
A Pedra Negra nunca foi analisada com técnicas científicas modernas e suas origens continuam a ser objeto de especulação.